# Station El Escorial
Station  El Escorial is een spoorwegstation in El Escorial in de Spaanse regio Madrid dat op 9 augustus 1861 werd geopend. 